# Miguel Ángel Estay
Miguel Ángel Estay Peña (2 de mayo de 1991) es un futbolista chileno. Juega de medicampista en Colchagua de la Segunda División Profesional de Chile.

## Trayectoria
10 de mucha versatilidad, se formó en la filial de Deportes La Serena en Santiago, el 2012 Deportes Linares asciende a la Tercera División del Fútbol Chileno y el Dt del conjunto albirrojo Jaime Nova lo considerò como prioridad para el campeonato de Tercera y el cuadro Papayero lo envía a préstamo por un año donde es uno de los jugadores más destacados del club y después del Descenso de Deportes La Serena Marcelo Caro lo tendrá considerado para formar parte del plantel 2013 que jugara en Primera B.

## Clubes
| Club               | País               | Año           |
| ------------------ | ------------------ | ------------- |
| Deportes Linares   | Chile              | 2011          |
| Deportes La Serena | Chile              | 2013-2014     |
| Deportes Ovalle    | Chile              | 2015-2016     |
| Provincial Ovalle  | Chile              | 2016          |
| Central Sport      | Polinesia Francesa | 2017          |
| Colchagua          | Chile              | 2017-Presente |

- Datos: Q6015595